# برادلي جينينغز
برادلي جينينغز (بالإنجليزية: Bradley Jennings)‏ هو لاعب كرة قدم أمريكية أمريكي، ولد في 2 ديسمبر 1977 في ميامي في الولايات المتحدة.